# 2-オキソグルタル酸カルボキシラーゼ
2-オキソグルタル酸カルボキシラーゼ(2-oxoglutarate carboxylase、EC 6.4.1.7)は、以下の化学反応を触媒する酵素である。
ATP + 2-オキソグルタル酸 + HCO3- {\displaystyle \rightleftharpoons } ADP + リン酸 + オキサロコハク酸
従って、この酵素の基質は、ATPと2-オキソグルタル酸とHCO3-の3つ、生成物はADPとリン酸とオキサロコハク酸の3つである。